# Wojszyn (Baja Silesia)
Wojszyn es una localidad situada en el distrito de Głogów, en el voivodato de Baja Silesia (Polonia). Según el censo de 2011, tiene una población de 143 habitantes.
Está situada en el suroeste del país, dentro del término municipal de Pęcław, a unos 4 km al noroeste de la localidad homónima y sede del gobierno municipal; a unos 8 km al este de Głogów, la capital del distrito, y a unos 84 km al noroeste de Breslavia, la capital del voivodato.
Perteneció a Alemania hasta 1945.